# Alfred Browne
Alfred Browne (ur. 1 lipca 1959) – lekkoatleta, pochodzący z Antigui i Barbudy, specjalizujący się w biegach sprinterskich.
Dwukrotnie brał udział w biegu na 400 metrów na Letnich Igrzyskach Olimpijskich w  1984 roku, zajmując 5. pozycję w biegu eliminacyjnym i 1988 roku, kończąc zawody na 6. miejscu w biegu eliminacyjnym. Na obu igrzyskach wystąpił również w biegach sztafetowych 4 × 100 metrów i 4 × 400 metrów.